# Fürstenenteignung

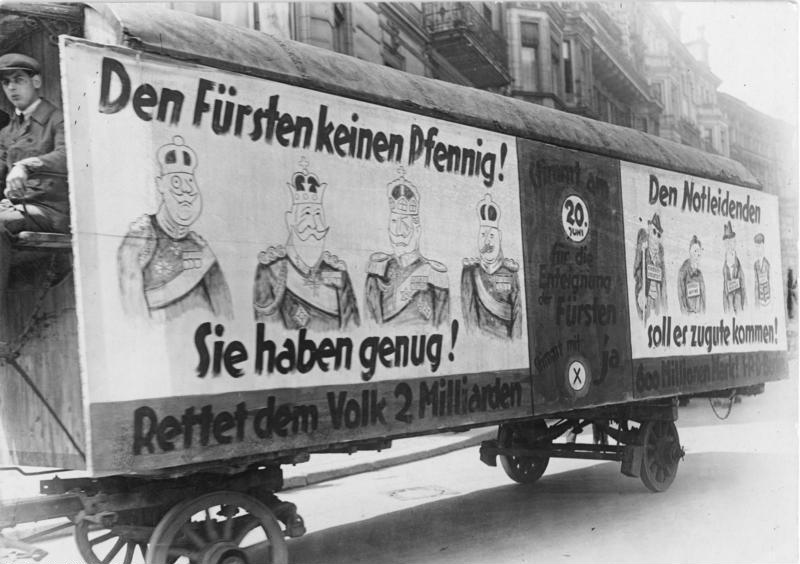
Wahlpropaganda für das Volksbegehren 1926

Im Streit um die Fürstenenteignung in der Weimarer Republik ging es um die Frage, was mit dem bisher nur beschlagnahmten Vermögen der deutschen Fürstenhäuser geschehen solle, die im Zuge der Novemberrevolution von 1918 politisch entmachtet worden waren. Diese Auseinandersetzungen begannen bereits in den Revolutionsmonaten. Sie dauerten in den Folgejahren an und gewannen durch Gerichtsverfahren zwischen einzelnen Fürstenhäusern und den jeweiligen Ländern des Deutschen Reiches an Intensität, da die Gerichte die Schadensersatzforderungen der Fürsten bestätigten. Höhepunkte des Konflikts waren das erfolgreiche Volksbegehren im März 1926 und der gescheiterte Volksentscheid zur entschädigungslosen Enteignung am 20. Juni 1926.
Das Volksbegehren war von der Kommunistischen Partei Deutschlands (KPD) initiiert worden. Zögerlich schloss sich die Sozialdemokratische Partei Deutschlands (SPD) an. Nicht nur Wähler der KPD und der SPD befürworteten die entschädigungslose Enteignung. Auch viele Anhänger der Deutschen Zentrumspartei (Zentrum) und der Deutschen Demokratischen Partei (DDP) bejahten sie. In bestimmten Regionen Deutschlands unterstützten auch Wähler konservativ-nationaler Parteien diese Gesetzesinitiative. Man versprach sich von ihr die Verteilung von Grund und Boden an Bauern, Wohnraum, Unterstützung für Kriegsversehrte und andere soziale Maßnahmen.
Adelsverbände, die Kirchen der zwei großen Konfessionen, großagrarische und industrielle Interessenverbände sowie die Parteien und Verbände des politisch rechten Lagers traten für die Fürsten ein. Sie trugen durch Boykottaufrufe schließlich zum Misserfolg des Volksentscheids bei.
An die Stelle der entschädigungslosen Enteignung traten individuelle Abfindungsverträge. Sie regelten die Verteilung der Vermögensmassen zwischen den jeweiligen Ländern und den ehemals herrschenden Fürstenhäusern.
In Politik- und Geschichtswissenschaft werden die Ereignisse unterschiedlich gedeutet. Während zum Beispiel die parteioffizielle Geschichtswissenschaft der DDR vor allem das Handeln der damaligen KPD positiv bewertete, machen bundesdeutsche Historiker auf die erheblichen Belastungen aufmerksam, die sich aus den plebiszitären Initiativen für die Zusammenarbeit der SPD mit den republikanischen Parteien des Bürgertums ergaben. Daneben wird auch auf die Generationenkonflikte hingewiesen, die sich in dieser politischen Auseinandersetzung zeigten. Gelegentlich gilt die Kampagne für die kompensationslose Enteignung als positives Beispiel direkter Demokratie.

## Historischer Kontext und Initiative

### Entwicklung bis Ende 1925
Die Novemberrevolution beendete 1918 die Herrschaft der regierenden Fürstenhäuser in Deutschland. Diese sahen sich gezwungen abzudanken, taten dies angesichts der neuen politischen Gesamtsituation freiwillig oder wurden gegen ihren Willen entmachtet. Ihr Vermögen wurde beschlagnahmt, sie wurden jedoch – im Unterschied zur Situation in Deutschösterreich – nicht sofort enteignet.
Auf Reichsebene fanden keine Beschlagnahmungen statt, denn es gab keinen entsprechenden Besitz. Darum verzichtete das Reich auf eine reichsweit einheitliche Regelung und überließ es den Ländern, wie diese die Konfiskationen jeweils regeln wollten. Überdies fürchtete der Rat der Volksbeauftragten, mit solchen Enteignungen Begehrlichkeiten der Siegermächte zu nähren, die auf enteignete, frühere fürstliche Vermögensmassen Reparationsansprüche hätten stellen können.
Die Weimarer Verfassung von 1919 garantierte mit Artikel 153 einerseits das Eigentum. Andererseits hatte sie mit diesem Artikel die Möglichkeit eröffnet, Enteignungen vorzunehmen, wenn dies dem Allgemeinwohl diente. Eine solche Enteignung musste auf gesetzlicher Basis erfolgen und die Enteigneten waren „angemessen“ zu entschädigen, soweit nicht ein Reichsgesetz etwas anderes vorsah. Für Streitfragen sah Artikel 153 den Rechtsweg vor.
Die Verhandlungen der einzelnen Länderregierungen mit den Fürstenhäusern zogen sich aufgrund unterschiedlicher Vorstellungen zur Entschädigungshöhe in die Länge. Auch rangen die Verhandlungsparteien oft um die Klärung der Frage, was den vormals regierenden Fürsten als Privateigentum zustand, im Unterschied zu solchen Besitztümern, auf die diese nur in ihrer Eigenschaft als Landesherren Zugriff gehabt hatten (Domänenfrage). Einige Fürstenhäuser forderten mit Blick auf Artikel 153 der Verfassung überdies die vollständige Herausgabe ihres früheren Eigentums sowie Ausgleichszahlungen für entgangene Vermögenserträge. Verkompliziert wurde die Lage durch die fortschreitende Geldentwertung im Zuge der Inflation in Deutschland, die den Wert von Entschädigungszahlungen minderte. Einzelne Fürstenhäuser fochten darum die Verträge an, die sie zuvor mit den Vertragspartnern auf Länderseite abgeschlossen hatten.
Die volkswirtschaftliche Bedeutung der Streitobjekte war erheblich. Insbesondere hing die Existenz der kleinen Länder davon ab, ob es ihnen gelang, die wesentlichen Vermögensteile zu erstreiten. In Mecklenburg-Strelitz beispielsweise machten allein die umstrittenen Ländereien 55 Prozent der Staatsfläche aus. In anderen kleineren Freistaaten lag dieser Anteil bei immerhin 20 bis 30 Prozent. In Großstaaten wie Preußen oder Bayern war der Prozentanteil umstrittener Landflächen dagegen kaum von Bedeutung. Die absoluten Zahlen erreichten dort dennoch Dimensionen, die an die Größe von Herzogtümern anderswo heranreichen konnten. Die Forderungen, welche die Fürstenhäuser insgesamt an die einzelnen Länder stellten, addierten sich auf eine Summe von 2,6 Milliarden Mark.
Bei gerichtlichen Auseinandersetzungen entschieden die überwiegend konservativ und monarchistisch eingestellten Richter wiederholt im Sinne der Fürstenhäuser. Für öffentlichen Unmut sorgte vor allem ein Urteil des Reichsgerichts vom 18. Juni 1925. Es hob ein Gesetz auf, das die von der USPD dominierte Landesversammlung von Sachsen-Gotha am 31. Juli 1919 zum Zweck der Einziehung des gesamten Domanialbesitzes der Herzöge von Sachsen-Coburg und Gotha erlassen hatte. Dieses Landesgesetz war in den Augen der Richter nicht verfassungsgemäß. Sie sprachen dem Fürstenhaus den gesamten Land- und Forstbesitz wieder zu. Der Gesamtwert dieses richterlich zurückgeführten Vermögens belief sich auf 37,2 Millionen Goldmark. Oberhaupt des Fürstenhauses war damals Carl Eduard Herzog von Sachsen-Coburg und Gotha, ein erklärter Gegner der Republik.
Auch Preußen verhandelte lange mit dem Haus Hohenzollern. Ein erster Einigungsversuch scheiterte 1920 am Widerstand der sozialdemokratischen Landtagsfraktion, einem zweiten widersprachen 1924 die Hohenzollern. Das preußische Finanzministerium legte am 12. Oktober 1925 einen neuen Vertragsentwurf vor, der in der Öffentlichkeit jedoch heftig kritisiert wurde, weil vorgesehen war, ca. drei Viertel des umstrittenen Grundbesitzes an das Fürstenhaus zurückzugeben. Gegen diesen Vergleich stemmte sich nicht nur die SPD, sondern auch die DDP, die sich damit gegen ihren eigenen Finanzminister Hermann Höpker-Aschoff wandte. In dieser Situation legte die DDP dem Reichstag am 23. November 1925 einen Gesetzentwurf vor. Dieser sollte die Länder ermächtigen, in den Auseinandersetzungen mit den ehemaligen Fürstenhäusern Landesgesetze zur Regelung der Vermögensstreitigkeiten zu verabschieden. Der Rechtsweg gegen die Inhalte dieser Landesgesetze sollte ausdrücklich ausgeschlossen werden. Die SPD hatte gegen diesen Gesetzentwurf der DDP nur wenige Einwände, hatte sie doch selbst 1923 einen ganz ähnlichen Gesetzentwurf entwickelt.

### Initiative für ein Volksbegehren

Schema der Plebiszite von 1926 zur Fürstenenteignung

Zwei Tage später, am 25. November 1925, initiierte die KPD ebenfalls einen Gesetzentwurf. Dieser sah keinen Interessenausgleich zwischen den Ländern und den Fürstenhäusern vor, sondern eine entschädigungslose Enteignung. Die Ländereien sollten an Bauern und Pächter übergehen, Schlösser sollten zu Genesungsheimen umfunktioniert werden oder zur Linderung der Wohnungsnot dienen, das Barvermögen sollte schließlich Kriegsbeschädigten und Hinterbliebenen zukommen.
Der Adressat dieses Gesetzentwurfs war weniger der Reichstag, wo ein solcher Antrag kaum die notwendige Mehrheit finden würde, sondern das Volk. Es sollte auf dem Weg eines Volksbegehrens seinen Willen zu einer radikalen Veränderung der Eigentumsverhältnisse zum Ausdruck bringen – zunächst bezogen auf den beschlagnahmten Fürstenbesitz.
Den Kommunisten war bewusst, dass eine solche Gesetzesinitiative in einer Zeit attraktiv war, in der die Arbeitslosenzahlen stiegen, bedingt vor allem durch den deutlichen Konjunktureinbruch seit November 1925 und auch durch die so genannte Rationalisierungskrise. Außerdem war die Hyperinflation in frischer Erinnerung. Sie hatte gezeigt, welchen besonderen Wert immobile Vermögenswerte haben konnten, die hier zur Verteilung anstanden. Ganz im Sinne einer Einheitsfrontpolitik zielte die KPD-Initiative darauf ab, verloren gegangene Wähler zurückzugewinnen und möglicherweise auch Angehörige der Mittelschichten anzusprechen, die zu den Inflationsverlierern gehörten. Als Ausdruck einer solchen Strategie lud die KPD am 2. Dezember 1925 die SPD, den Allgemeinen Deutschen Gewerkschaftsbund (ADGB), den AfA-Bund, den Deutschen Beamten-Bund, das Reichsbanner Schwarz-Rot-Gold und den Roten Frontkämpferbund ein, gemeinsam ein Volksbegehren auf den Weg zu bringen.
Zunächst reagierte die SPD ablehnend. Das Bestreben der KPD, einen Keil zwischen die sozialdemokratischen „Massen“ und die als „Bonzen“ titulierten SPD-Führungskräfte zu treiben, erschien ihr allzu offensichtlich. Auch vor der parlamentskritischen Färbung eines Volksbegehrens und -entscheids wurde gewarnt. Ferner erblickte die Führung der SPD noch Möglichkeiten, die Streitfragen parlamentarisch zu lösen. Ein weiterer Grund für Reserven gegenüber der plebiszitären Initiative war ihre drohende Erfolglosigkeit. Es mussten mehr als die Hälfte aller Stimmberechtigten in Deutschland, also fast 20 Millionen Wähler, einem entsprechenden Volksentscheid zustimmen, sofern das in Frage stehende Gesetz verfassungsändernd war. KPD und SPD erreichten in der vorangegangenen Reichstagswahl vom 7. Dezember 1924 allerdings nur ca. 10,6 Millionen Stimmen.
Nach dem Jahreswechsel 1925/26 drehte sich die Stimmung innerhalb der SPD. Gespräche über die Aufnahme von Sozialdemokraten in die Reichsregierung scheiterten im Januar endgültig, sodass sich die SPD von nun an wieder stärker auf Oppositionspolitik konzentrieren konnte. Auch aus diesem Grund wurde ein weiterer Gesetzentwurf abgelehnt, der im Kabinett Luther erarbeitet worden war. Dieser schließlich am 2. Februar vorgestellte Entwurf sah eine Verschiebung der Auseinandersetzung auf eine neu zu schaffende juristische Ebene vor. Unter dem Vorsitz des Reichsgerichtspräsidenten Walter Simons sollte ein Sondergericht ausschließlich für die Vermögensauseinandersetzungen zuständig werden. Revisionen von bereits geschlossenen Verträgen zwischen Ländern und ehemaligen Fürsten waren nicht vorgesehen. Gegenüber der parlamentarischen Initiative der DDP vom November 1925 war dies eine fürstenfreundliche Entwicklung. Diese Faktoren waren für die SPD-Spitze wichtig, aber nachrangig – der entscheidende Grund für den Stimmungsumschwung in der SPD-Führung war ein anderer: An der Basis der SPD zeigte sich eine deutliche Zustimmung für die Gesetzesinitiative der KPD. Die Parteileitung fürchtete mittlerweile erhebliche Einfluss-, Mitglieder- und Wählerverluste, wenn sie diese Stimmung ignorieren würde.
Am 19. Januar 1926 rief der Vorsitzende der KPD, Ernst Thälmann, die SPD zur Mitarbeit im so genannten Kuczynski-Ausschuss auf. Dieser Mitte Dezember 1925 ad hoc gebildete Ausschuss aus dem Umkreis der Deutschen Friedensgesellschaft und der Deutschen Liga für Menschenrechte war nach dem Statistiker Robert René Kuczynski benannt und bereitete ein Volksbegehren zur Fürstenenteignung vor. Etwa 40 unterschiedliche pazifistische, linke und kommunistische Gruppierungen gehörten ihm an. Innerhalb dieses Ausschusses hatten die KPD und ihre Vorfeldorganisationen die größte Bedeutung. Die SPD lehnte noch am 19. Januar den KPD-Vorschlag zum Beitritt in den Kuczynski-Ausschuss ab und bat stattdessen den ADGB um vermittelnde Gespräche. Diese sollten mit dem Ziel geführt werden, dem Volk bei einem Volksbegehren zur Fürstenenteignung einen Gesetzesentwurf vorzulegen, hinter dem eine möglichst große Gruppe von politischen Befürwortern stand. Der ADGB entsprach dieser Bitte. Die von ihm moderierten Gespräche zwischen der KPD, der SPD und dem Kuczynski-Ausschuss begannen am 20. Januar 1926. Drei Tage später einigte man sich auf einen gemeinsamen Gesetzentwurf. Dieser sah „zum Wohl der Allgemeinheit“ die entschädigungslose Enteignung der ehemaligen Fürsten und ihrer Familienangehörigen vor. Am 25. Januar ging der Gesetzentwurf an das Reichsministerium des Innern mit der Bitte, rasch einen Termin für ein Volksbegehren anzusetzen. Das Ministerium legte die Durchführung des Volksbegehrens auf die Zeit vom 4. bis zum 17. März 1926 fest.

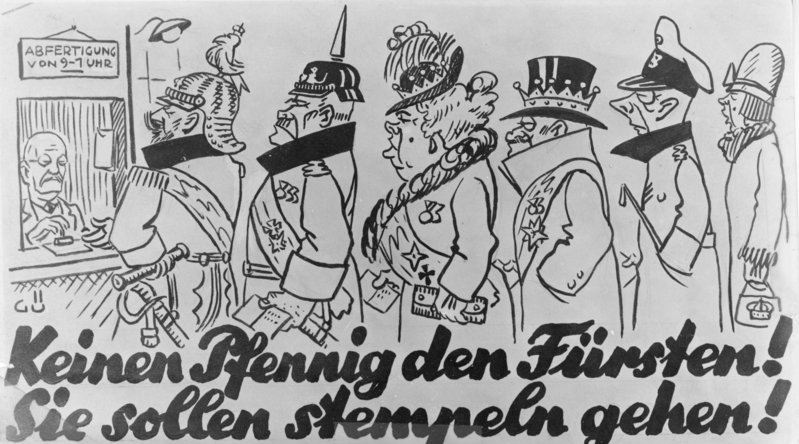
Plakat für die Fürstenenteignung, März 1926

Die Einheitsfronttaktik der Kommunisten ging bis dahin ausschließlich technisch auf – SPD und KPD hatten ein Abkommen über die Produktion und Verteilung von Einzeichnungslisten und Plakaten erstellt. Eine politische Einheitsfront lehnte die SPD nach wie vor scharf ab. Sie legte Wert darauf, alle Agitationsveranstaltungen zum Volksbegehren allein, also auf keinen Fall mit der KPD gemeinsam, durchzuführen. SPD-Ortsvereine wurden vor entsprechenden Avancen der KPD gewarnt oder gerügt, falls solche Angebote angenommen worden waren. Auch der ADGB hielt öffentlich fest, es gebe keine Einheitsfront mit den Kommunisten.
Neben den Arbeiterparteien warben der ADGB, der Rote Frontkämpferbund und einige Persönlichkeiten, wie zum Beispiel Albert Einstein, Käthe Kollwitz, John Heartfield und Kurt Tucholsky für das Volksbegehren. Als Gegner des Vorhabens traten mit unterschiedlichem Engagement vor allem die bürgerlichen Parteien, der Reichslandbund und eine Vielzahl „nationaler“ Verbände sowie die Kirchen auf.

### Ergebnis des Volksbegehrens
Das in der ersten Märzhälfte 1926 durchgeführte Volksbegehren „Enteignung der Fürstenvermögen“ unterstrich die Mobilisierungsfähigkeit der beiden Arbeiterparteien. Von den 39,4 Millionen Stimmberechtigten trugen sich 12,5 Millionen in die ausgelegten amtlichen Listen ein. Das Begehren übertraf damit das Quorum von 10 Prozent der Stimmberechtigten mehr als dreifach. Die Stimmenanzahl, die KPD und SPD bei der Reichstagswahl im Dezember 1924 erreicht hatten, war mit dem Volksbegehren um fast 18 Prozent überboten. Besonders auffällig war die starke Unterstützung in Hochburgen des Zentrums. Die Zahl der Befürworter des Volksbegehrens lag hier deutlich höher als die Gesamtzahl der bei der letzten Reichstagswahl auf KPD und SPD entfallenen Stimmen. Auch in Domänen des Liberalismus, zum Beispiel in Württemberg, zeigten sich ähnliche Tendenzen. Ganz besonders deutlich waren die entsprechenden Zugewinne, die in Großstädten zu verzeichnen waren. Nicht nur Anhänger der Arbeiterparteien, sondern viele Wähler der bürgerlichen und rechts stehenden Parteien befürworteten dort die Enteignung ohne Abfindung.
In ländlichen Regionen gab es dagegen häufig starke Widerstände gegen das Plebiszit. Insbesondere in Ostelbien konnten KPD und SPD ihre Ergebnisse der letzten Reichstagswahl nicht erreichen. Administrative Behinderungen des Volksbegehrens und Drohungen der großagrarischen Arbeitgeber gegenüber ihren Beschäftigten taten hier ihre Wirkung. In Bayern, insbesondere in Niederbayern, ließ sich eine ähnlich unterdurchschnittliche Beteiligung beim Volksbegehren beobachten. Nach dem Zwergstaat Waldeck wies Bayern die zweitniedrigste Beteiligung auf. Die Bayerische Volkspartei (BVP) sowie die katholische Kirche rieten energisch und erfolgreich von der Beteiligung am Volksbegehren ab. Zudem war in Bayern 1923 mit dem Wittelsbacher Ausgleichsfonds eine weitgehend unumstrittene Einigung mit dem Haus Wittelsbach gelungen.

## Entscheidung und Folgen

### Vorbereitung und Ergebnis des Volksentscheids
| Stellungnahmen von Parteien bzw. gesellschaftlichen Gruppen zu den Plebisziten |
| --- |
| DNVP „Ist erst mit dem feigen Raubzug auf das Eigentum der wehrlosen Fürsten der Grundsatz, daß das Eigentum heilig ist, einmal durchbrochen, dann wird die allgemeine Sozialisierung, die allgemeine Enteignung jedes Privateigentums bald folgen, einerlei, ob es sich um große Fabriken oder eine Tischlerwerkstätte, ob es sich um riesige Warenhäuser oder um einen Grünkramladen, ob es sich um ein Rittergut oder einen Vorstadtgarten, ob es sich um ein großes Bankinstitut oder das Sparkassenbuch eines Arbeiters handelt.“ Die Kreuzzeitung, politisch der DNVP nahestehend, schrieb: „Nach dem fürstlichen Besitz wird ein anderer an die Reihe kommen. Denn der jüdische Zersetzungsgeist des Bolschewismus kennt keine Grenzen“.                                         |
| BVP Der Volksentscheid sei ein „Eindringen bolschewistischer Bestrebungen“ in Staat und Gesellschaft. Man betrachte das Enteignungsvorhaben als „schweren Verstoß gegen das sittliche Gebot des Schutzes des Privateigentums.“ Ferner sei der Volksentscheid eine unzulässige Einmischung in die inneren Angelegenheiten Bayerns, das sich mit den Wittelsbachern bereits geeinigt habe. Dies käme einer „Vergewaltigung des bayrischen Volkes“ gleich. |
| Katholische Kirche Die in der Fuldaer und Freisinger Bischofskonferenz vereinigten katholischen Geistlichen erblickten im Enteignungsprojekt eine „Verwirrung sittlicher Grundsätze“, der entgegengetreten werden müsse. Die sich zeigende Auffassung von Eigentum sei „mit den Grundsätzen des christlichen Sittengesetzes nicht vereinbar“. Das Eigentum sei zu schützen, denn es sei „in der natürlichen sittlichen Ordnung begründet und durch Gottesgebot geschützt“. Drastischer äußerte sich der Bischof von Passau, Sigismund Felix von Ow-Felldorf. Die Beteiligung am Volksbegehren sei „eine schwere Versündigung gegen das 7. Gebot Gottes“. Er forderte diejenigen, die das Volksbegehren unterstützt hatten, zur Rücknahme ihrer Unterschrift auf.                        |
| Evangelische Kirche Der Kirchensenat der Evangelischen Kirche der altpreußischen Union als Leitungsgremium der mit Abstand größten Landeskirche im Deutschen Reich vermied in seiner Stellungnahme das Reizwort „Fürsten“. Seine Warnung war dennoch deutlich: „Treue und Glauben werden erschüttert, die Grundlagen eines geordneten Staatswesens untergraben, wenn einzelnen Volksgenossen ihr ganzes Vermögen völlig entschädigungslos weggenommen werden soll.“ Der Deutsche Evangelische Kirchenausschuss, das höchste Organ des Deutschen Evangelischen Kirchenbundes, lehnte das Enteignungsvorhaben ab. „Die beantragte entschädigungslose Enteignung bedeutet die Entrechtung deutscher Volksgenossen und widerspricht klaren und unzweideutigen Grundsätzen des Evangeliums.“ |
| SPD Der 20. Juni sei der Tag, an dem der „Entscheidungskampf […] zwischen dem demokratischen Deutschland und den wieder sich aufrichtenden Mächten der Vergangenheit“ ausgetragen werde. „Es geht um die Zukunft der deutschen Republik. Es geht darum, ob die politische Macht, die im Staate verkörpert ist, ein Werkzeug der Herrschaft in den Händen einer gesellschaftlichen Oberschicht oder ein Werkzeug der Befreiung in den Händen der arbeitenden Massen sein soll.“ |
| KPD Sie betrachtete die Kampagne für die entschädigungslose Fürstenenteignung als eine erste Etappe auf dem Weg zu einer revolutionären Umwälzung der Gesellschaft. In diesem Sinne meinte das ZK der KPD: „Der Haß gegen die gekrönten Räuber ist der Klassenhaß gegen den Kapitalismus und sein Sklavensystem!“ Der KPD-Abgeordnete Daniel Greiner sagte am 5. März 1926 im hessischen Landtag: „Sie wissen, daß, wenn einmal das Privatvermögen der Fürsten angetastet wird, es dann bis zum nächsten Schritt, überhaupt an das Privateigentum zu gehen, nicht mehr weit ist. Es wäre ein Segen, wenn es endlich so weit käme“. An anderer Stelle fragte die kommunistische Propaganda: „Fünf Gramm Blei gab Rußland seinen Fürsten, was gibt Deutschland seinen Fürsten?“           |

Am 6. Mai 1926 lag dem Reichstag der Gesetzesentwurf zur entschädigungslosen Enteignung der Fürsten zur Abstimmung vor. Er scheiterte an dessen bürgerlicher Mehrheit. Nur wenn dieser Entwurf ohne Änderungen angenommen worden wäre, wäre ein Volksentscheid entfallen. Jetzt wurde er für den 20. Juni 1926 terminiert.
Reichspräsident Paul von Hindenburg hatte schon am 15. März eine neue Hürde aufgestellt, die den Erfolg des Volksentscheids erschweren sollte. An diesem Tag teilte er Reichsjustizminister Wilhelm Marx mit, dass die erstrebten Enteignungen aus seiner Sicht nicht dem Wohl der Allgemeinheit dienen, sondern nichts anderes als eine Vermögenshinterziehung aus politischen Gründen darstellen. Das sei in der Verfassung nicht vorgesehen. Die Regierung Luther II bestätigte am 24. April 1926 ausdrücklich die Rechtsauffassung des Reichspräsidenten. Aus diesem Grund reichte eine einfache Mehrheit für den Erfolg des Volksentscheids nicht aus. Vielmehr mussten nun 50 Prozent der Stimmberechtigten zustimmen, also ca. 20 Millionen Wähler.
Weil damit zu rechnen war, dass diese Zahl nicht erreicht werden würde, stellten sich Regierung und Reichstag auf weitere parlamentarische Verhandlungen in dieser Streitfrage ein. Diese Gespräche waren ebenfalls durch den Hinweis auf den verfassungsändernden Charakter entsprechender gesetzlicher Regelungen belastet, denn parlamentarisch waren Enteignungen nun nur noch mit einer Zwei-Drittel-Mehrheit durchsetzbar. Allein ein Gesetz, dem auf der politischen Linken Teile der SPD und auf der politischen Rechten Teile der Deutschnationalen Volkspartei (DNVP) zustimmen konnten, wäre aussichtsreich gewesen.

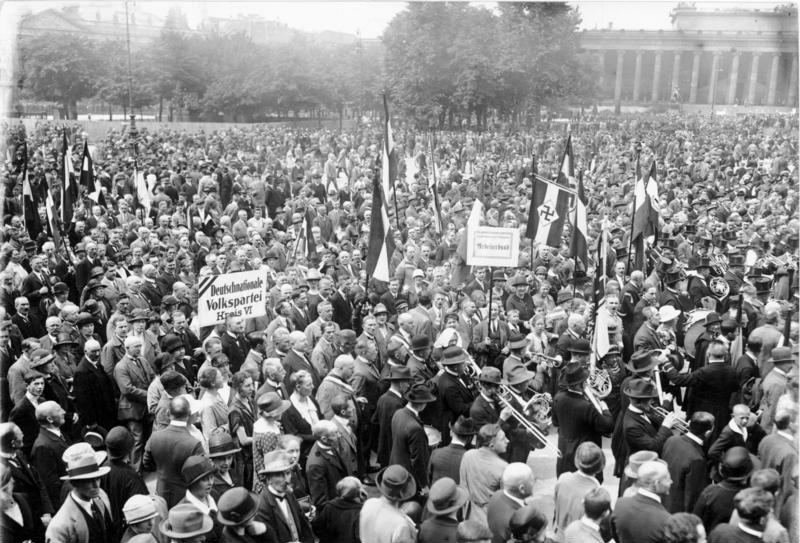
Deutschnationale Kundgebung gegen die Fürstenabfindung im Lustgarten in Berlin (Juni 1926)

Es war zu erwarten, dass die Zahl derer, die am 20. Juni 1926 die entschädigungslose Fürstenenteignung befürworten würden, nochmals anwachsen würde. Eine Reihe von Gründen sprach für diese Annahme: Weil die Abstimmung im Juni die entscheidende werden würde, war von einer noch erfolgreicheren Mobilisierung der Linkswähler auszugehen als im März beim Volksbegehren. Das Scheitern aller bisherigen parlamentarischen Kompromissversuche hatte überdies in den bürgerlichen Parteien die Stimmen derer lauter werden lassen, die eine solch radikale Änderung fürstlicher Besitzverhältnisse ebenfalls befürworteten. Beispielsweise forderten Jugendorganisationen des Zentrums und der DDP ein „Ja“ bei der Abstimmung. Die DDP zerfiel insgesamt in Befürworter und Gegner des Volksentscheids. Die Parteiführung stellte den DDP-Anhängern darum frei, auf welche Seite sie sich schlagen würden. Auch Verbände, die Interessen der Inflationsgeschädigten vertraten, riefen mittlerweile dazu auf, dem Volksentscheid zuzustimmen.
Zwei weitere Faktoren setzten die Gegner des Volksentscheids, die sich am 15. April 1926 unter dem Dach des „Arbeitsausschusses gegen den Volksentscheid“ zusammengefunden hatten, zusätzlich unter Druck; ähnlich wie beim Volksbegehren gehörten zu diesen Gegnern Verbände und Parteien der Rechten, landwirtschaftliche und industrielle Interessenverbände, die Kirchen sowie die Vereinigung Deutscher Hofkammern – also der Interessenverband der ehemaligen Bundesfürsten. Zum einen war die Wohnung von Heinrich Claß, dem Führer des Alldeutschen Verbands, auf Geheiß des preußischen Innenministeriums durchsucht worden. Dabei wurden umfangreiche Putschpläne aufgedeckt. Auch bei Personen aus seinem Mitarbeiterkreis ergaben solche Durchsuchungen vergleichbares Beweismaterial. Zum anderen wurden am 7. Juni 1926 Auszüge eines Schreibens veröffentlicht, das von Hindenburg am 22. Mai 1926 an den Präsidenten des Reichsbürgerrats, Friedrich Wilhelm von Loebell, geschickt hatte. In diesem Schreiben bezeichnete von Hindenburg das Plebiszit als „großes Unrecht“, das einen „bedauerlichen Mangel an Traditionsgefühl“ und „groben Undank“ zeige. Es verstoße „gegen die Grundlagen von Moral und Recht“. Von Hindenburg duldete die Verwendung seiner ablehnenden Worte auf Plakaten der Enteignungsgegner. Damit setzte er sich dem Verdacht aus, er stehe nicht über den Parteien und Interessenverbänden, sondern wechsle offen ins Lager der Konservativen.
Die Enteignungsgegner steigerten vor diesem Hintergrund ihre Anstrengungen. Kernbotschaft ihrer Agitation war die Behauptung, den Befürwortern des Volksentscheids gehe es nicht allein um die Enteignung von Fürstenbesitz. Diese würden vielmehr die Abschaffung des Privateigentums schlechthin beabsichtigen. Die Gegner riefen dementsprechend zum Boykott des Volksentscheids auf. Dies war aus ihrer Sicht sinnvoll, denn jede Stimmenthaltung hatte (wie auch jede ungültige Stimme) das gleiche Gewicht wie eine Nein-Stimme. Durch den Boykottaufruf verwandelte sich die geheime Stimmabgabe praktisch in eine offene.
Von den Gegnern des Volksentscheids wurden erhebliche finanzielle Mittel mobilisiert. Die DNVP setzte beispielsweise in der Agitation gegen den Volksentscheid Geldmittel ein, deren Summe deutlich über jener für die Wahlkämpfe von 1924 lag. Auch bei der Reichstagswahl von 1928 wurde weniger Geld ausgegeben. Die Gelder für die Agitation gegen den Volksentscheid stammten aus Umlagen von Fürstenhäusern, von Industriellen und sonstigen Spenden.
Erneut wurde insbesondere ostelbischen Landarbeitern bei Beteiligung am Volksentscheid mit wirtschaftlichen und persönlichen Sanktionen gedroht. Kleinbauern versuchte man mit der Behauptung zu verschrecken, es gehe nicht allein um die Enteignung des Fürstenbesitzes, sondern auch um die Enteignung von Vieh, Anlagen und Land jedes bäuerlichen Kleinbetriebs. Zudem veranstalteten die Gegner am 20. Juni 1926 mancherorts Freibierfeste, um Stimmberechtigte gezielt von der Abstimmung fernzuhalten.
Die Nationalsozialistische Deutsche Arbeiterpartei (NSDAP) verschärfte die demagogische Dimension auf der politischen Rechten, indem sie statt der Fürstenenteignung die Enteignung der seit dem 1. August 1914 eingewanderten Ostjuden forderte. Anfangs hatte der linke Flügel der NSDAP um Gregor Strasser die Beteiligung der Nationalsozialisten an der Fürstenenteignungskampagne angestrebt. Adolf Hitler wies auf der Bamberger Führertagung Mitte Februar 1926 diese Forderung jedoch ab. In Anspielung auf das Kaiserwort vom August 1914 sagte er: „Für uns gibt es heute keine Fürsten, sondern nur Deutsche.“
Von den ca. 39,7 Millionen Stimmberechtigten gaben am 20. Juni 1926 knapp 15,6 Millionen (39,3 Prozent) ihre Stimme ab. Mit „Ja“ votierten etwa 14,5 Millionen, mit „Nein“ stimmten ca. 0,59 Millionen. Rund 0,56 Millionen Stimmen waren ungültig. Der Volksentscheid war somit gescheitert, denn zwischenzeitlich hatte die Reichsregierung, einem Verlangen des Reichspräsidenten folgend, das Gesetz für verfassungsändernd erklärt. Nicht die relative, sondern die absolute Mehrheit wäre für einen Erfolg des Volksentscheids nötig gewesen. Dieses Quorum der Zustimmung von mindestens 50 % der Wahlberechtigten wurde reichsweit nur in drei der 35 Stimmbezirke erreicht (in Berlin, Hamburg und Leipzig).
Erneut war der Volksentscheid für die kompensationslose Enteignung auch in Hochburgen des Zentrums befürwortet worden. Gleiches galt für großstädtische Stimmbezirke. Dort wurden nachweislich verstärkt auch Teile jener Wählerschichten angesprochen, die traditionell bürgerlich, national und konservativ wählten. Obwohl es zum Teil deutlich mehr Ja-Stimmen gab als beim Volksbegehren, blieb die Zustimmung in agrarischen Landesteilen (insbesondere Ostelbien) wiederum unterdurchschnittlich. Die Beteiligungsrate fiel in Bayern im Vergleich zu anderen Regionen diesmal ebenfalls gering aus, trotz der insgesamt auch dort gestiegenen Teilnahme.

### Weitere Behandlung der Enteignungsfrage
Ein dauerhafter Trend nach links war mit diesem Ergebnis nicht verbunden, obschon dies von einigen Gegnern der entschädigungslosen Enteignung befürchtet und von Teilen der SPD und der KPD erhofft worden war. Viele traditionelle Wähler der DNVP stimmten beispielsweise nur für den Volksentscheid, weil sie damit auf das von der DNVP gebrochene Wahlversprechen von 1924 reagierten, einen angemessenen Ausgleich für Inflationsschäden zu erhalten. Die ideologischen Dauerkonflikte zwischen SPD und KPD waren durch die gemeinsame Kampagne für das Volksbegehren und den Volksentscheid gleichfalls nicht überwunden. Bereits am 22. Juni 1926 hatte Die Rote Fahne, das Parteiblatt der KPD, behauptet, die sozialdemokratischen Führer hätten den Erfolg des Entscheids gezielt hintertrieben. Vier Tage später sprach das Zentralkomitee der KPD davon, die Sozialdemokraten würden den „schamlosen Fürstenraub“ nun heimlich fördern.
Mit dieser Behauptung war die Bereitschaft der SPD gemeint, im Reichstag weiter nach einer gesetzlichen Lösung der Streitfrage zu suchen. Die SPD rechnete sich aus zwei Gründen beträchtliche Mitgestaltungsmöglichkeiten bei einer reichsgesetzlichen Regelung aus, auch wenn ein solches Gesetz eine Zweidrittelmehrheit brauchte. Zum einen interpretierte sie den Volksentscheid als deutliche Unterstützung sozialdemokratischer Positionen. Zum anderen liebäugelte die Minderheitsregierung unter Wilhelm Marx mit einer Aufnahme der SPD in die Regierung, also mit der Bildung einer großen Koalition, was im Vorfeld das Eingehen auf sozialdemokratische Forderungen notwendig machen würde. Die sozialdemokratischen Änderungswünsche an der Regierungsvorlage zur Fürstenabfindung wurden jedoch nach längeren Verhandlungen abgelehnt: Am vorgesehenen neuen Reichssondergericht sollte es keine Stärkung des Laienelements geben; der SPD-Vorschlag, die Richter dieses Gerichts sollten vom Reichstag gewählt werden, war ebenfalls nicht durchsetzbar; die Wiederaufnahme bereits abgeschlossener Vermögensauseinandersetzungen, die für die Länder ungünstig ausgegangen waren, war gleichfalls nicht vorgesehen.
Die Fraktionsführung der SPD versuchte am 1. Juli 1926 die Reichstagsfraktion der SPD dennoch von der Annahme der Gesetzesvorlage zu überzeugen, die am Folgetag im Reichstag zur Abstimmung anstand. Die Fraktion weigerte sich allerdings. Dieser Preis für die Aufnahme in eine neue Reichsregierung war der Fraktionsmehrheit zu hoch. Sie ließ sich auch nicht von den drängenden Argumenten der preußischen Regierung unter Otto Braun und den Stimmen aus der sozialdemokratischen Fraktion des preußischen Landtags überzeugen, die ebenfalls ein Reichsgesetz wünschten, um die Auseinandersetzungen mit den Hohenzollern auf dieser Basis abschließen zu können.
Am 2. Juli 1926 begründeten die Fraktionen der SPD einerseits und der DNVP andererseits ihr Nein zur Gesetzesvorlage. Daraufhin wurde über diesen Gesetzentwurf nicht mehr entschieden – die Regierung zog ihn zurück.
In den Ländern mussten Einigungen mit den Fürstenhäusern von nun an endgültig auf dem direkten Verhandlungsweg gesucht werden. Die Position der Länder wurde dabei bis Ende Juni 1927 durch ein so genanntes Sperrgesetz gesichert, das Versuche der Fürstenhäuser unterband, gegen die Länder gerichtete Ansprüche auf dem Wege von Zivilklagen durchzusetzen. In Preußen kam die gewünschte Einigung am 6. Oktober 1926 zustande – ein entsprechender Vertragsentwurf wurde vom Land Preußen und vom Generalbevollmächtigten der Hohenzollern, Friedrich von Berg, unterzeichnet. Aus dem beschlagnahmten Gesamtvermögen fielen ca. 250.000 Morgen Land an Preußen, beim Fürstenhaus mitsamt allen Nebenlinien verblieben ca. 383.000 Morgen. Preußen übernahm ebenfalls das Eigentum an einer Vielzahl von Schlössern sowie an einigen weiteren Vermögensgegenständen. Dieser Vergleich war aus Sicht der Landesregierung günstiger als jener, der im Oktober 1925 vorgesehen war. Die Landtagsfraktion der SPD enthielt sich am 15. Oktober 1926 der Stimme, obwohl die Fraktionsmehrheit den Vertrag innerlich ablehnte. Ihr gingen die Vermögensherausgaben an die Hohenzollern zu weit. Im Plenum schien ein offenes „Nein“ der SPD jedoch nicht geboten, denn für diesen Fall hatte Otto Braun seinen Rücktritt angedroht. Mit dem Ausweichen der SPD-Fraktion in die Stimmenthaltung war der Weg frei für die Ratifizierung des Vertrags durch den Preußischen Landtag. Den Weg zu dieser parlamentarischen Absegnung hatte auch die KPD nicht mehr versperren können, obwohl sie im Plenum während der zweiten Lesung am 12. Oktober 1926 tumultartige Szenen herbeigeführt hatte.

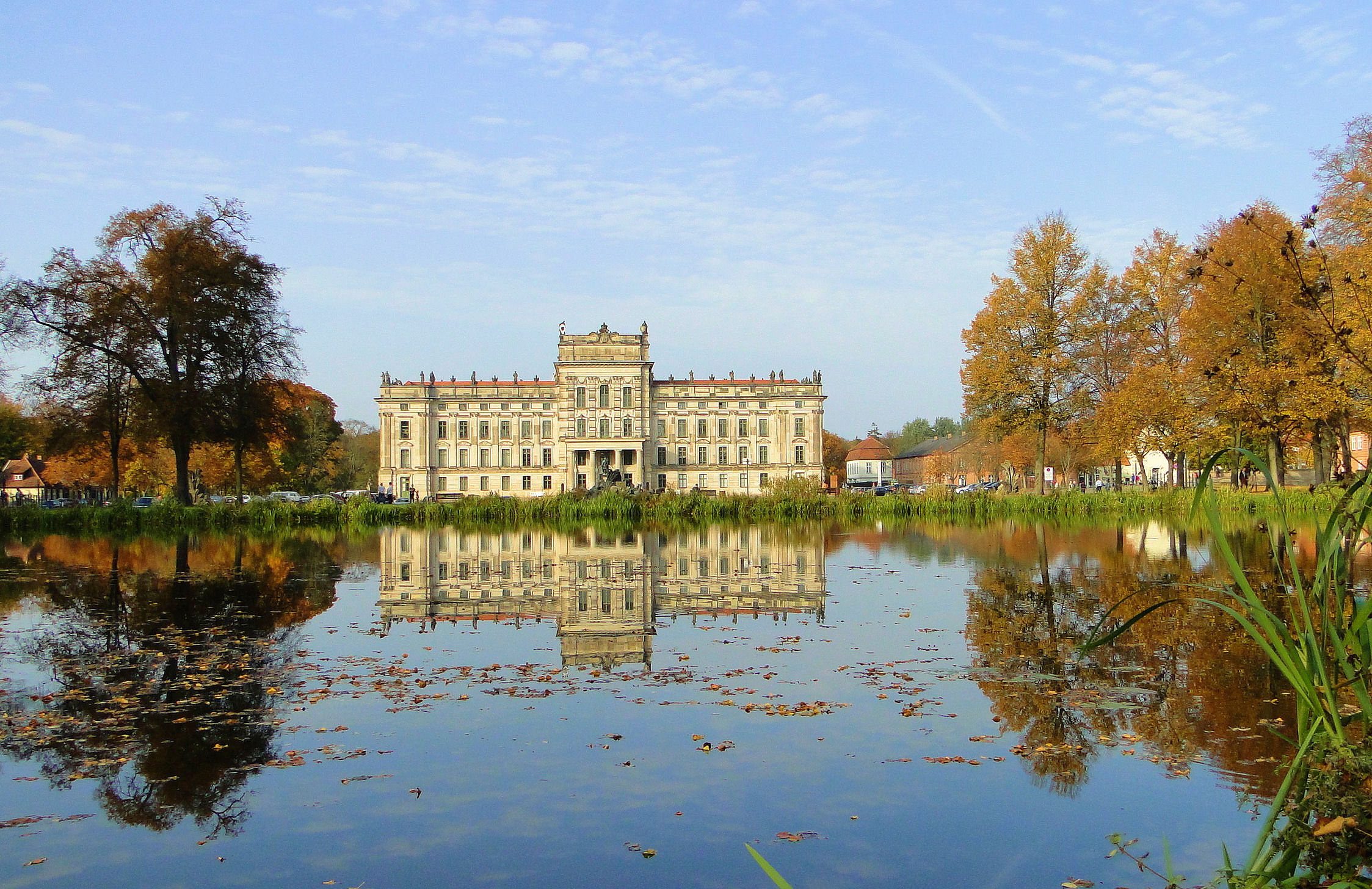
Schloss Ludwigslust blieb auch nach 1919 Wohnsitz und Eigentum des abgedankten Großherzogs Friedrich Franz IV. von Mecklenburg-Schwerin, während das Schweriner Schloss als Museum in den Besitz des Staates überging.

Bereits vor der gesetzlichen Regelung zwischen Preußen und den Hohenzollern waren die meisten Streitfälle zwischen Ländern und Fürstenhäusern einvernehmlich geregelt worden. Mit den ehemals herrschenden Fürstenhäusern stritten nach Oktober 1926 allerdings noch die Länder Thüringen, Hessen, Mecklenburg-Schwerin, Mecklenburg-Strelitz und vor allem Lippe. Zum Teil dauerten die Verhandlungen noch viele Jahre an. Insgesamt wurden 26 Verträge zur Regelung der Vermögensauseinandersetzungen zwischen den Ländern und den Fürstenhäusern abgeschlossen. In den meisten Bundesländern lief dies auf eine endgültige Trennung und Aufteilung der bislang oft unübersichtlich verschränkten Vermögensmassen zwischen Staat und Fürstenhäusern hinaus. Durch diese Verträge gingen die so genannten Lastobjekte in der Regel an den Staat. Dazu zählten Schlösser, Bauten oder Gärten. Renditeobjekte, wie beispielsweise Wälder oder wertvoller Grund, wurden überwiegend den Fürstenhäusern zugewiesen. In vielen Fällen gingen Sammlungen, Theater, Museen, Bibliotheken und Archive in neu gegründete Stiftungen ein. In Bayern wurde mit dem Wittelsbacher Ausgleichsfonds eine Stiftungslösung auch für die finanzielle Fürstenabfindung gefunden. Der Staat übernahm ferner auf der Basis dieser Verträge oftmals die Hofbeamten und -bediensteten sowie die mit ihnen verbundenen Versorgungslasten. Apanagen und die so genannten Zivillisten, also jener Budgetteil, der einst für das Staatsoberhaupt und seine Hofhaltung deklariert gewesen war, fielen gegen einmalige Ausgleichszahlungen in aller Regel fort.
In der Zeit der Präsidialkabinette hat es im Reichstag sowohl von der KPD als auch von der SPD mehrfach Versuche gegeben, die Frage der Fürstenenteignung bzw. Reduzierung der Fürstenabfindungen wiederzubeleben. Sie sollten eine politische Reaktion auf die umfangreichen Lohn- und Gehaltssenkungstendenzen dieser Jahre sein. Größere politische Aufmerksamkeit erzeugte aber keine dieser Initiativen. Die KPD-Anträge wurden von den anderen Parteien rundweg abgelehnt. SPD-Vorschläge wurden bestenfalls in den Rechtsausschuss verwiesen. Dort versandeten sie, unter anderem, weil es wiederholt zu vorzeitigen Reichstagsauflösungen kam.
Der NS-Staat schuf sich nach anfänglichem Zögern am 1. Februar 1939 per Gesetz die Möglichkeit, in abgeschlossene Auseinandersetzungsverträge einzugreifen. Im Ganzen war dieses Rechtsinstrument allerdings ein Präventions- und Drohmittel, weniger ein Mittel der Rechtsgestaltung. Ansprüche von Fürstenhäusern gegen den Staat, die es in den ersten Jahren des Dritten Reichs gelegentlich gegeben hatte, sollten mit diesem „Gesetz über die vermögensrechtliche Auseinandersetzung zwischen den Ländern und den vormals regierenden Fürstenhäusern“ abgewehrt werden. Die Drohung, als Gegenmaßnahme gegen fürstliche Klagen die Vermögenslage zugunsten des NS-Staates ganz neu zu gestalten, sollte alle entsprechenden Beschwerden und Klagen von fürstlicher Seite nachhaltig unterdrücken. Eine Gleichschaltung der Vertragslage war nicht beabsichtigt.
Durch die die Bodenreform in der Sowjetischen Besatzungszone 1945 wurden die in der Besatzungszone gelegenen Besitzungen früherer Herrscherhäuser, darunter auch Güter, die ihnen durch Abfindungsverträge im Rahmen der Fürstenabfindungen zugeordnet worden waren, wiederum entschädigungslos enteignet. Nach der Deutschen Wiedervereinigung 1990 führte dies im Rahmen von Entschädigungsverfahren nach § 5 des Ausgleichsleistungsgesetzes (über die Rückgabe beweglicher Sachen) in einigen Fällen, in denen umfangreiche Kunstsammlungen betroffen waren, erneut zu vertraglichen Regelungen zwischen den Erben der Dynastien und den neuen Bundesländern. Eine bislang ungeregelte Frage sind die Entschädigungsforderungen der Hohenzollern.

## Urteil der Historiker

### Geschichtswissenschaft der DDR
Die marxistisch-leninistische Geschichtswissenschaft der DDR deutete die Fürstenenteignung und das Agieren der Arbeiterparteien im Wesentlichen aus einer Perspektive, die sich mit jener der damaligen KPD deckte. Die Einheitsfrontstrategie der KPD wurde als richtiger Schritt im Klassenkampf interpretiert. Die plebiszitären Aktionen seien „die machtvollste Einheitsaktion der deutschen Arbeiterklasse in der Periode der relativen Stabilisierung des Kapitalismus“ gewesen. Angegriffen wurden die SPD-Führung und auch die Führung der Freien Gewerkschaften insbesondere dann, wenn diese einen Kompromiss mit den bürgerlichen Parteien suchten. Die „Haltung der Führer der SPD und des ADGB erschwerte die Entfaltung der Volksbewegung gegen die Fürsten bedeutend.“

### Nichtmarxistische Historiker
Otmar Jung hat mit seiner Habilitationsschrift von 1985 die bislang umfangreichste Untersuchung zur Fürstenenteignung vorgelegt. Im ersten Teil analysiert er die historischen, ökonomischen und juristischen Aspekte aller Vermögensauseinandersetzungen für jedes einzelne Land des Deutschen Reiches. Diese Betrachtung umfasst ca. 500 Seiten der insgesamt mehr als 1200-seitigen Schrift. Jung will mit diesem Vorgehen der Gefahr vorbeugen, die preußische Lösung vorschnell als die typische auszuweisen. Im zweiten Teil der Schrift zeichnet Jung den Gang der Ereignisse im Detail nach. Seine Absicht ist es zu zeigen, dass das Fehlen von Elementen direkter Demokratie im Grundgesetz der Bundesrepublik Deutschland nicht mit „schlechten Erfahrungen“ aus der Weimarer Republik begründet werden könne, obwohl dies oft geschehen sei. Bei genauer Betrachtung sei die Weimarer Erfahrung eine andere. Die Volksgesetzgebungsinitiative von 1926 war nach Jung der begrüßenswerte Versuch, den Parlamentarismus dort zu ergänzen, wo er offenbar nicht lösungsfähig gewesen sei – in der Frage der klaren und endgültigen Vermögensscheidung zwischen Staat und ehemaligen Fürsten. Hier sei der Volksentscheid ein legitimes Problemlösungsverfahren mit Protestcharakter gewesen. Zu den Ergebnissen der Fürstenenteignungskampagne gehörte nach Jung schließlich, dass sie technische Mängel im Volksgesetzgebungsverfahren selbst aufdeckte, unter anderem, weil Enthaltung und Nein-Stimmen genau gleich wirkten. Mit der Korrektur gängiger Urteile über plebiszitäre Elemente der Weimarer Republik will Jung den Weg ebnen, um in der Gegenwart vorurteilsfreier über Elemente direkter Demokratie diskutieren zu können.
Thomas Kluck untersucht die Haltung des deutschen Protestantismus. Dabei macht er deutlich, dass die Mehrheit der Theologen und Publizisten der Evangelischen Kirchen die Fürstenenteignung ablehnte. Begründet wurde dies oft mit Rückgriffen auf christliche Gebote. Vielfach wurde in den ablehnenden Stellungnahmen auch eine rückwärtsgewandte Sehnsucht nach den scheinbar harmonischen Zeiten des Kaiserreichs bzw. der Wunsch nach einem neuen, starken Führertum formuliert. Kluck arbeitet heraus, dass Gegenwartskonflikte, zu denen der Streit um die Vermögensmassen der ehemals regierenden Fürsten gehörte, vom deutschen Protestantismus häufig dämonologisch gedeutet wurden: Hinter diesen Konflikten wurden Machenschaften des Teufels gesehen, der die Menschen zur Sünde verführen wolle. Neben dem Teufel als menschenfeindlichem „Drahtzieher“ wurden vom nationalkonservativen Teil des Protestantismus Juden als Verursacher und Nutznießer politischer Konflikte gebrandmarkt. Eine solche Geisteshaltung sei weit offen gewesen für die Ideologie des Nationalsozialismus und erteilte diesem gleichsam theologische Weihen. Diese „ideologische Zuarbeit“ sei „ein Stück protestantischer Schuldgeschichte“.
Ulrich Schüren betont, dass 1918 die Frage der Fürstenenteignung, legitimiert durch revolutionäre Gewalt, ohne größere Probleme hätte gelöst werden können. Insofern liege hier ein Versäumnis der Novemberrevolution vor. Trotz des Scheiterns habe der spätere Volksentscheid eine bedeutende indirekte Wirkung entfaltet. Nach dem 20. Juni 1926 habe die plebiszitäre Initiative die Kompromissbereitschaft im Konflikt zwischen Preußen und dem Haus Hohenzollern erhöht, sodass zwischen diesen Parteien bereits im Oktober eine vertragliche Einigung zustande kam. Schüren macht überdies deutlich, dass sich in der Fürstenenteignungskampagne handfeste Erosionstendenzen in bürgerlichen Parteien zeigten. Dies betraf vor allem die DDP und die DNVP, aber auch das Zentrum. Schüren vermutet, die sich zeigende abnehmende Bindungskraft dieser bürgerlichen Parteien habe mit zum Aufstieg des Nationalsozialismus nach 1930 beigetragen.
Ein Schwerpunktthema bei der Bewertung durch nicht-marxistische Historiker bildet die Frage, inwieweit die plebiszitären Auseinandersetzungen den Weimarer Kompromiss zwischen gemäßigter Arbeiterbewegung und gemäßigtem Bürgertum belastet haben. In diesem Zusammenhang rückt die Politik der SPD in den Fokus. Peter Longerich hält fest, dass der relative Erfolg des Volksentscheids sich für die SPD nicht habe umsetzen lassen. Das Plebiszit erschwerte nach seiner Meinung zudem die Zusammenarbeit der SPD mit den bürgerlichen Parteien. Diese Deutungslinie zeichnet Heinrich August Winkler am kräftigsten. Es sei zwar verständlich, dass die SPD-Führung die Plebiszite unterstützt habe, um die Bindung an die sozialdemokratische Basis nicht zu verlieren. Der Preis sei jedoch sehr hoch gewesen. Der SPD sei es nach dem 20. Juni 1926 schwergefallen, „auf den ihr vertrauten Weg des Klassenkompromisses zurückzukehren.“ In konzentrierter Form habe die Auseinandersetzung um die entschädigungslose Fürstenenteignung das Dilemma der SPD in der Weimarer Republik gezeigt. Wenn sie sich den bürgerlichen Parteien gegenüber kompromissbereit zeigte, lief sie Gefahr, Anhänger und Wähler an die KPD zu verlieren. Betonte sie Klassenstandpunkte und fand sie sich zu Teilbündnissen mit der KPD bereit, so verprellte sie die gemäßigten bürgerlichen Parteien und tolerierte, dass diese sich am rechten Rand des Parteienspektrums Bündnispartner suchten, die am Fortbestand der Republik kaum Interesse hatten. Die Plebiszite hätten das Vertrauen in die Kraft des Parlamentarismus nicht gestärkt, sondern geschwächt. Sie hätten ferner Erwartungen geweckt, die praktisch kaum zu erfüllen waren. Die sich daraus ergebenden Frustrationen konnten Winklers Ansicht nach auf die repräsentative Demokratie nur destabilisierend wirken. Diese Einschätzung Winklers hebt sich deutlich von Otmar Jungs Position ab.
Hans Mommsen lenkt die Blicke dagegen auf Mentalitäts- und Generationenkonflikte in der Republik. Seiner Meinung nach deckten die Plebiszite von 1926 erhebliche Mentalitätsgegensätze und tiefe Gräben zwischen den Generationen in Deutschland auf. Ein großer Teil, vielleicht sogar die Mehrheit der Deutschen, habe in dieser Frage auf der Seite der Republikbefürworter gestanden, die mit den Plebisziten auch gegen die „rückwärtsgewandte Loyalitätsbindung bürgerlichen Führungsschichten“ protestierten. Mommsen macht außerdem auf die Mobilisierung von antibolschewistischen und antisemitischen Stimmungen durch die Gegner der entschädigungslosen Enteignung aufmerksam. Diese Mobilisierung sei eine Vorwegnahme jener Konstellation gewesen, „in der seit 1931 die Reste des parlamentarischen Systems zerschlagen werden sollten“.

## Einzelergebnisse

### Ergebnisse des Volksbegehrens und Volksentscheids nach Wahlkreisen
Im Folgenden sind die Eintragungen zum Volksbegehren und die Abstimmungsergebnisse beim Volksentscheid nach Wahlkreisen wiedergegeben.

#### Volksbegehren
Das Quorum von 10 % der Wahlberechtigten wurde in allen Wahlkreisen außer Niederbayern überschritten.
| Nr.                    | Wahlkreis                 | Wahl- berechtigte | Eintragungen | Eintragungen |
| Nr.                    | Wahlkreis                 | Wahl- berechtigte | Zahl         | in %         |
| ---------------------- | ------------------------- | ----------------- | ------------ | ------------ |
| 1                      | Ostpreußen                | 1.318.663         | 166.078      | 12,6         |
| 2                      | Berlin                    | 1.467.237         | 864.362      | 58,9         |
| 3                      | Potsdam II                | 1.181.582         | 514.067      | 43,5         |
| 4                      | Potsdam I                 | 1.175.429         | 479.491      | 40,8         |
| 5                      | Frankfurt/Oder            | 1.038.777         | 244.600      | 23,5         |
| 6                      | Pommern                   | 1.148.014         | 204.715      | 17,8         |
| 7                      | Breslau                   | 1.197.512         | 383.561      | 32,0         |
| 8                      | Liegnitz                  | 769.460           | 267.415      | 34,8         |
| 9                      | Oppeln                    | 791.982           | 153.038      | 19,3         |
| 10                     | Magdeburg                 | 1.067.648         | 377.452      | 35,4         |
| 11                     | Merseburg                 | 896.104           | 307.266      | 34,3         |
| 12                     | Thüringen                 | 1.411.556         | 561.530      | 39,8         |
| 13                     | Schleswig-Holstein        | 1.005.640         | 296.073      | 29,4         |
| 14                     | Weser-Ems                 | 901.857           | 201.228      | 22,3         |
| 15                     | Ost-Hannover              | 652.674           | 152.647      | 23,4         |
| 16                     | Süd-Hannover-Braunschweig | 1.256.015         | 441.067      | 35,1         |
| 17                     | Westfalen-Nord            | 1.334.136         | 358.081      | 26,8         |
| 18                     | Westfalen-Süd             | 1.648.767         | 580.807      | 35,2         |
| 19                     | Hessen-Nassau             | 1.571.165         | 538.098      | 34,2         |
| 20                     | Köln-Aachen               | 1.352.900         | 366.540      | 27,1         |
| 21                     | Koblenz-Trier             | 749.247           | 118.723      | 15,8         |
| 22                     | Düsseldorf-Ost            | 1.370.820         | 533.996      | 39,0         |
| 23                     | Düsseldorf-West           | 1.054.943         | 259.427      | 24,6         |
| 24                     | Oberbayern-Schwaben       | 1.537.258         | 209.071      | 13,6         |
| 25                     | Niederbayern              | 783.207           | 61.822       | 7,9          |
| 26                     | Franken                   | 1.563.624         | 321.760      | 20,6         |
| 27                     | Pfalz                     | 563.743           | 158.892      | 28,2         |
| 28                     | Dresden-Bautzen           | 1.229.105         | 545.864      | 44,4         |
| 29                     | Leipzig                   | 863.808           | 418.047      | 48,4         |
| 30                     | Chemnitz-Zwickau          | 1.168.670         | 577.155      | 49,4         |
| 31                     | Württemberg               | 1.631.808         | 478.034      | 29,3         |
| 32                     | Baden                     | 1.442.607         | 500.238      | 34,7         |
| 33                     | Hessen-Darmstadt          | 867.526           | 325.609      | 37,5         |
| 34                     | Hamburg                   | 834.702           | 395.836      | 47,4         |
| 35                     | Mecklenburg               | 573.431           | 161.160      | 28,1         |
| Deutsches Reich gesamt | Deutsches Reich gesamt    | 39.421.617        | 12.523.750   | 31,8         |

#### Volksentscheid
| Nr.                    | Wahlkreis                 | Wahl- berechtigte | Wahlbeteiligung | Wahlbeteiligung | Gültige Stimmen | Ungültige Stimmen | Ungültige Stimmen | Ja-Stimmen | Ja-Stimmen                  | Ja-Stimmen      | Nein- Stimmen |
| Nr.                    | Wahlkreis                 | Wahl- berechtigte | Zahl            | in %            | Gültige Stimmen | Zahl              | in %              | Zahl       | in % der Wahl- berechtigten | in % der Wähler | Nein- Stimmen |
| ---------------------- | ------------------------- | ----------------- | --------------- | --------------- | --------------- | ----------------- | ----------------- | ---------- | --------------------------- | --------------- | ------------- |
| 1                      | Ostpreußen                | 1.306.978         | 279.372         | 21,4            | 274.330         | 5.042             | 1,8               | 264.576    | 20,2                        | 96,4            | 9.754         |
| 2                      | Berlin                    | 1.511.505         | 1.018.896       | 67,4            | 973.731         | 45.165            | 4,4               | 942.654    | 62,4                        | 96,8            | 31.077        |
| 3                      | Potsdam II                | 1.215.329         | 636.647         | 52,4            | 611.396         | 25.251            | 4,0               | 589.712    | 48,5                        | 96,5            | 21.684        |
| 4                      | Potsdam I                 | 1.198.266         | 614.526         | 51,3            | 588.835         | 25.691            | 4,2               | 566.822    | 47,3                        | 96,3            | 22.013        |
| 5                      | Frankfurt/Oder            | 1.037.039         | 323.941         | 31,2            | 310.952         | 12.989            | 4,0               | 297.532    | 28,7                        | 95,7            | 13.420        |
| 6                      | Pommern                   | 1.145.648         | 286.862         | 25,0            | 281.081         | 5.781             | 2,0               | 269.406    | 23,5                        | 95,8            | 11.675        |
| 7                      | Breslau                   | 1.202.437         | 421.194         | 35,0            | 407.737         | 13.457            | 3,2               | 383.226    | 31,9                        | 94,0            | 24.511        |
| 8                      | Liegnitz                  | 769.447           | 287.903         | 37,4            | 276.564         | 11.339            | 3,9               | 263.149    | 34,2                        | 95,1            | 13.415        |
| 9                      | Oppeln                    | 794.492           | 210.730         | 26,5            | 205.835         | 4.895             | 2,3               | 193.855    | 24,4                        | 94,2            | 11.980        |
| 10                     | Magdeburg                 | 1.068.561         | 493.672         | 46,2            | 470.508         | 23.164            | 4,7               | 453.811    | 42,5                        | 96,5            | 16.697        |
| 11                     | Merseburg                 | 892.105           | 378.123         | 42,4            | 363.804         | 14.319            | 3,8               | 351.232    | 39,4                        | 96,5            | 12.572        |
| 12                     | Thüringen                 | 1.422.590         | 638.497         | 44,9            | 607.420         | 31.077            | 4,9               | 582.502    | 40,9                        | 95,9            | 24.918        |
| 13                     | Schleswig-Holstein        | 1.013.975         | 382.701         | 37,7            | 366.725         | 15.976            | 4,2               | 353.005    | 34,8                        | 96,3            | 13.720        |
| 14                     | Weser-Ems                 | 911.161           | 279.327         | 30,7            | 266.841         | 12.486            | 4,5               | 255.941    | 28,1                        | 95,9            | 10.900        |
| 15                     | Ost-Hannover              | 656.665           | 199.731         | 30,4            | 189.911         | 9.820             | 4,9               | 180.403    | 27,5                        | 95,0            | 9.508         |
| 16                     | Süd-Hannover-Braunschweig | 1.264.919         | 532.084         | 42,1            | 503.928         | 28.156            | 5,3               | 479.895    | 37,9                        | 95,2            | 24.033        |
| 17                     | Westphalen-Nord           | 1.358.093         | 483.227         | 35,6            | 465.670         | 17.557            | 3,6               | 448.079    | 33,0                        | 96,2            | 17.591        |
| 18                     | Westphalen-Süd            | 1.645.182         | 777.206         | 47,2            | 750.982         | 26.224            | 3,4               | 727.725    | 44,2                        | 96,9            | 23.257        |
| 19                     | Hessen-Nassau             | 1.594.919         | 682.980         | 42,8            | 659.748         | 23.232            | 3,4               | 635.511    | 39,8                        | 96,3            | 24.237        |
| 20                     | Köln-Aachen               | 1.364.750         | 495.705         | 36,3            | 486.628         | 9.077             | 1,8               | 465.923    | 34,1                        | 95,7            | 20.705        |
| 21                     | Koblenz-Trier             | 756.640           | 145.100         | 19,2            | 142.131         | 2.969             | 2,0               | 134.988    | 17,8                        | 95,0            | 7.143         |
| 22                     | Düsseldorf-Ost            | 1.402.520         | 620.609         | 44,2            | 603.696         | 16.913            | 2,7               | 585.496    | 41,7                        | 97,0            | 18.200        |
| 23                     | Düsseldorf-West           | 1.067.785         | 379.664         | 35,6            | 372.461         | 7.203             | 1,9               | 359.833    | 33,7                        | 96,6            | 12.628        |
| 24                     | Oberbayern-Schwaben       | 1.550.778         | 334.607         | 21,6            | 330.489         | 4.118             | 1,2               | 319.886    | 20,6                        | 96,8            | 10.603        |
| 25                     | Niederbayern              | 779.332           | 102.963         | 13,2            | 101.392         | 1.571             | 1,5               | 97.303     | 12,5                        | 96,0            | 4.089         |
| 26                     | Franken                   | 1.566.278         | 441.406         | 28,2            | 431.163         | 10.243            | 2,3               | 416.666    | 26,6                        | 96,6            | 14.497        |
| 27                     | Pfalz                     | 567.016           | 195.407         | 34,5            | 191.528         | 3.879             | 2,0               | 185.113    | 32,6                        | 96,7            | 6.415         |
| 28                     | Dresden-Bautzen           | 1.250.173         | 607.193         | 48,6            | 577.137         | 30.056            | 4,9               | 551.569    | 44,1                        | 95,6            | 25.568        |
| 29                     | Leipzig                   | 875.282           | 499.025         | 57,0            | 475.065         | 23.960            | 4,8               | 452.574    | 51,7                        | 95,3            | 22.491        |
| 30                     | Chemnitz-Zwickau          | 1.193.690         | 598.265         | 50,1            | 563.822         | 34.443            | 5,8               | 541.011    | 45,3                        | 96,0            | 22.811        |
| 31                     | Württemberg               | 1.657.498         | 591.236         | 35,7            | 582.722         | 8.514             | 1,4               | 563.544    | 34,0                        | 96,7            | 19.178        |
| 32                     | Baden                     | 1.442.138         | 584.472         | 40,5            | 572.163         | 12.309            | 2,1               | 548.417    | 38,0                        | 95,8            | 23.746        |
| 33                     | Hessen-Darmstadt          | 873.472           | 374.728         | 42,9            | 364.572         | 10.156            | 2,7               | 348.954    | 40,0                        | 95,7            | 15.618        |
| 34                     | Hamburg                   | 855.998           | 489.695         | 57,2            | 467.233         | 22.462            | 4,6               | 449.142    | 52,5                        | 96,1            | 18.091        |
| 35                     | Mecklenburg               | 574.352           | 212.196         | 36,9            | 202.695         | 9.501             | 4,5               | 195.726    | 34,1                        | 96,6            | 6.969         |
| Deutsches Reich gesamt | Deutsches Reich gesamt    | 39.787.013        | 15.599.890      | 39,2            | 15.040.895      | 558.995           | 3,6               | 14.455.181 | 36,3                        | 96,1            | 585.714       |

### Wahlkreiskarten

Eintragungen für das Volksbegehren: über 10 % der Wahlberechtigten unter 10 % der Wahlberechtigten
Ergebnisse des Volksentscheids (Zustimmung in Prozent der Wahlberechtigten): >60–70 % >50–60 % >40–50 % >30–40 % >20–30 % >10–20 %

## Anhang

#### Übergreifende Darstellungen
- Günter Abramowski: Einleitung. In: Akten der Reichskanzlei. Die Kabinette Marx III und IV. 17. Mai 1926 bis 29. Januar 1927, 29. Januar 1927 bis 29. Juni 1928. Bearb. von Günter Abramowski. Band 1: Mai 1926 bis Mai 1927. Dokumente Nr. 1 bis 242, Oldenbourg, München 1988, S. XVII–CII. ISBN 3-7646-1861-2.
- Richard Freyh: Stärken und Schwächen der Weimarer Republik, in: Walter Tormin (Hrsg.): Die Weimarer Republik. 22. Auflage. unveränd. Nachdr. d. 13. Auflage. Fackelträger, Hannover 1977, S. 137–187. ISBN 3-7716-2092-9.
- Ernst Rudolf Huber: Deutsche Verfassungsgeschichte seit 1789. Band VII: Ausbau, Schutz und Untergang der Weimarer Republik. Kohlhammer / Stuttgart / Berlin / Köln / Mainz 1984, ISBN 3-17-008378-3.
- Geschichte der deutschen Arbeiterbewegung. Band 4. Von 1924 bis Januar 1933. Hrsg. vom Institut für Marxismus-Leninismus beim ZK der SED. Dietz, Berlin (DDR) 1966.
- Otmar Jung: Direkte Demokratie in der Weimarer Republik. Die Fälle „Aufwertung“, „Fürstenenteignung“, „Panzerkreuzerverbot“ und „Youngplan“. Campus, Frankfurt/Main / New York 1989. ISBN 3-593-33985-4.
- Eberhard Kolb: Die Weimarer Republik. 2., durchges. u. erg. Auflage. Oldenbourg, München 1988, ISBN 3-486-48912-7.
- Peter Longerich: Deutschland 1918–1933. Die Weimarer Republik. Handbuch zur Geschichte, Fackelträger, Hannover 1995. ISBN 3-7716-2208-5.
- Stephan Malinowski: Vom König zum Führer. Sozialer Niedergang und politische Radikalisierung im deutschen Adel zwischen Kaiserreich und NS-Staat. Akademie-Verlag, Berlin 2003, ISBN 3-05-003554-4.
- Hans Mommsen: Die verspielte Freiheit. Der Weg der Republik von Weimar in den Untergang. 1918 bis 1933. Propyläen, Berlin 1989, ISBN 3-549-05818-7.
- Heinrich August Winkler: Arbeiter und Arbeiterbewegung in der Weimarer Republik. Der Schein der Normalität. 1924–1930. Dietz, Berlin/Bonn 1985, ISBN 3-8012-0094-9.
- Heinrich August Winkler: Weimar 1918–1933. Die Geschichte der ersten deutschen Demokratie. 2., durchges. Auflage. Beck, München 1994. ISBN 3-406-37646-0.

#### Einzelstudien zur Fürstenenteignung
- Otmar Jung: Volksgesetzgebung. Die „Weimarer Erfahrungen“ aus dem Fall der Vermögensauseinandersetzungen zwischen Freistaaten und ehemaligen Fürsten. Zweibändig. 2. Auflage. Kovač, Hamburg 1996, ISBN 3-925630-36-8
- Thomas Kluck: Protestantismus und Protest in der Weimarer Republik. Die Auseinandersetzungen um Fürstenenteignung und Aufwertung im Spiegel des deutschen Protestantismus. Mit einem Vorwort von Günter Brakelmann. Lang, Frankfurt am Main, Berlin / Bern / New York / Paris / Wien 1996, ISBN 3-631-50023-8
- Robert Lorenz: Zivilgesellschaft zwischen Freude und Frustration. Der Aufruf von Intellektuellen zur Enteignung der Fürsten 1926. In: Johanna Klatt / ders. (Hrsg.): Manifeste. Geschichte und Gegenwart des politischen Appells. transcript, Bielefeld 2011, S. 135–167, ISBN 978-3-8376-1679-8
- Ulrich Schüren: Der Volksentscheid zur Fürstenenteignung 1926. Die Vermögensauseinandersetzung mit den depossedierten Landesherren als Problem der deutschen Innenpolitik unter besonderer Berücksichtigung der Verhältnisse in Preußen. Droste, Düsseldorf 1978. ISBN 3-7700-5097-5.
- Rainer Stentzel: Zum Verhältnis von Recht und Politik in der Weimarer Republik. Der Streit um die sogenannte Fürstenenteignung. In: Der Staat, Jg. 39 (2000), Heft 2, S. 275–297.